# Syndikalistiska Grupprörelsen
Syndikalistiska Grupprörelsen var en organisation, som fungerade som ungdomsförbund inom den syndikalistiska fackföreningsrörelsen Sveriges Arbetares Centralorganisation (SAC), mellan ca 1958 och 1970. Rörelsen var företrädesvis - om än inte helt - akademisk. Den bestod av grupper i Göteborg, Lund, Stockholm och Uppsala. Man utgav tidskriften Zenit, vars omvandling till ett mer neutralt vänsterorgan väckte vrede och bitterhet hos så gott som alla medlemmar utanför den dåvarande redaktionsorten Lund. På sikt ledde konflikten till grupprörelsens sönderfall. 
Efter att Zenit gått förlorad för grupprörelsen gav man ut Syndikalistiska Grupprörelsens Bulletin i ett fåtal nummer. Dessutom påbörjades en skriftserie, Lilla Tuva-serien, där blott en enda publikation såg dagens ljus, nämligen "Misären i studentens miljö", ursprungligen utgiven av Situationistiska Internationalen, och här översatt från franskan.
Det bör också påpekas att den förnyade radikalisering av SAC, som slutligen resulterade i 1976 års principförklaring, initierades av grupperna i Göteborg och Stockholm (som också var de minst akademiskt präglade). Så författade till exempel grupprörelsens medlem Ingemar Johansson från Göteborg det manifest som förelades SAC:s kongress 1968, och som sedermera har kommit att betraktas som banbrytande i detta sammanhang - se till exempel "Äventyrens år" (Federativs förlag 1994) av Britta Gröndahl  och "Fackliga Fribrytare" (Syndikalistiskt Forum u.å.) av Ingemar Sjöö. Zenit har nyligen återuppstått i tidningen Arbetarens regi, och därmed återbördats till fadershuset.